# وزارة الدفاع (طاجيكستان)
وزارة الدفاع في طاجيكستان (الروسية: Министерство обороны Таджикистан) ; (بالطاجيكية: Вазорати мудофиаи Ҷумҳурии Тоҷикистон) هي وزارة الدفاع في طاجيكستان،وتشرف على القوات البرية الطاجيكية، والقوات الجوية، والقوات المتحركة. كما أنها تشرف على عمليات شراء المعدات للجيش الطاجيكي.وتشرف وزارة الداخلية في طاجيكستان على الفروع الأخرى للجيش، مثل قوات الحدود والقوات الداخلية.تأسست وزارة الدفاع في عام 1993 بمساعدة روسية .

## تاريخ الوزارة

### الأصول التاريخية

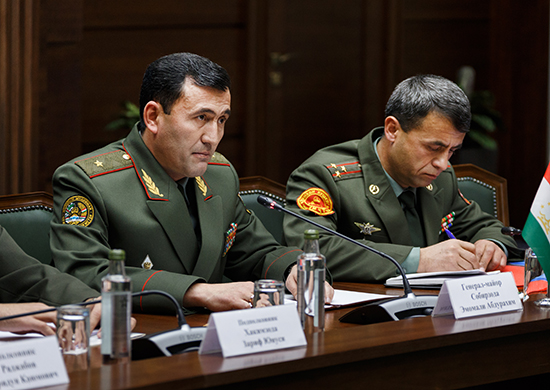
رئيس الأركان إمام علي سوبيرزودا

خلفت الوزارة لجنة الدفاع في جمهورية طاجيكستان، برئاسة المفوض العسكري السابق لجمهورية طاجيكستان الاشتراكية السوفيتية الجنرال مؤمنجان ماماجانوف.  تأسست بعد أسابيع قليلة من حل الاتحاد السوفييتي رسميًا وبعد أشهر من إعلان طاجيكستان استقلالها. وقد مرت اللجنة بمراحل متعددة، وتم فصل أحد رؤسائها، فاروخ نيازوف،  في 7 مايو/أيار 1992 بناءً على طلب المعارضة. 

### التأسيس والنتيجة
تأسست وزارة الدفاع في جمهورية طاجيكستان بموجب مرسوم رئاسي بتاريخ 4 يناير 1993. ظلت الوزارة تحت السيطرة الطاجيكية والروسية المشتركة حتى فبراير/شباط 1993، عندما تأسست القوات المسلحة. وفي ذلك الوقت، تم إرسال 200 ضابط من أوزبكستان للخدمة في الوكالة الطاجيكية الجديدة بناء على أوامر الرئيس المستقبلي إمام علي رحمن. في عام 1994، وبمساعدة من القاعدة العسكرية الروسية 201 والسلطات الروسية في موسكو،أصبحت الوزارة الطاجيكية تعمل بكامل طاقتها في قيادة القوات المسلحة تحت إشراف رئيس طاجيكستان.في 18 يوليو 1996، وقع هجوم إرهابي على أراضي وزارة الدفاع، مما أسفر عن مقتل شخص واحد وإصابة تسعة أشخاص.  في سبتمبر 2015، هاجمت مجموعة من العسكريين المسلحين بقيادة عبد الحليم نزار زاده وزارة الدفاع في محاولة للإطاحة بحكومة رحمانوف.

## إدارات وهيئات وزارة الدفاع
- المكتب المركزي
  - مركز الصحافة
- إدارة الشؤون التعليمية
- إدارة المهندسين
- إدارة المعدات العسكرية
- إدارة الأمن الداخلي (تأسست عام 1997)
- إدارة التعاون الدولي
- إدارة القوات الجوية
- إدارة العمليات
- الإدارة المالية والموازنة
- الإدارة الطبية

### المكتب المركزي

#### مركز الصحافة
المركز الصحفي لوزارة الدفاع (بالطاجيكية: Маркази матбуоти Вазорати мудофиаи) تعمل كجزء من المكتب المركزي منذ عام 1993 وهي تابعة لوزير الدفاع.  يتم تعيين رئيس المركز الصحفي وإقالته مباشرة من قبل وزير الدفاع.  يتكون طاقم المركز الصحفي من مزيج من الموظفين العسكريين والمدنيين. يرأس المركز السكرتيرون الصحفيون التاليون: العقيد فريدون محمد علي زودا (2007 - حتى الآن).  وفي عام 2015، ونتيجة للإصلاحات العسكرية في الوزارة، تم إنشاء مركز المعلومات والترفيه التابع لمركز الصحافة.  ويتضمن ما يلي: 
- مجموعة التلفزيون الوزارية
- صحيفة "مدافع عن الوطن"
- الموقع الرسمي للوزارة
- فرقة شرف التابعة لوزارة الدفاع

صحيفة "المدافع عن الوطن" (بالطاجيكية: Рӯзномаи «Ҳомии Ватан») تأسست في 10 ديسمبر 1993، وهو اليوم الذي صدر فيه أول عدد منها باللغتين الطاجيكية والروسية.  في أيامها الأولى من وجودها، عندما كان عدد جنودها يقتصر على 11 جنديًا.  وكان من بين رؤساء تحرير الصحيفة: 
- هيدوياتيلو تيلويف (1993-2002)
- العقيد هيلول موزايانوف (2002-2015)
- المقدم فرهود إيبودولوييف (منذ عام 2015)

شعار المنشور هو "الشجاعة والشرف والوفاء" (بالطاجيكية: «Шуҷоат, шараф ва садоқат»).

### الإدارة الطبية
تم إنشاء الإدارة الطبية العسكرية سنة 1999م على يد المكتب المركزي لوزارة الطوارئ والدفاع المدني.كان القسم الطبي العسكري والمستشفى العسكري يعملان في مبنى المكتب المركزي حتى عام 2004. في عام 2009، حصل القسم الطبي واللجنة الطبية العسكرية والمستشفى العسكري على مبنى جديد في شوهمانسور. 

#### المستشفى العسكري
المستشفى العسكري المركزي التابع لوزارة ( (بالطاجيكية: Госпитали марказии ҳарбии Вазорати мудофиаи Тоҷикистон) Госpitali markazii harbii VAZORATI MUDOFIAI THOKICSTON) هو مستشفى عسكري للقوات المسلحة الطاجيكية. يقع في طريق الأربعين للنصر في دوشنبه.ويتعاون مع كلية الطب في الجامعة الوطنية الطاجيكية.

## المؤسسات

### دار الضباط
دار الضباط (بالطاجيكية: Хонаи мандати) هو مركز ثقافي ونادي رجال الجيش الوطني. تم تشييد المبنى بين عامي 2012 و2016، وتم بناؤه في إطار اتفاقية عسكرية بين القوات المسلحة الطاجيكية وجيش التحرير الشعبي الصيني. تم تكليفه من قبل الرئيس رحمان في 5 مايو 2016.  يتكون المبنى من خمسة طوابق ومساحة البدروم. تشتمل غرف المبنى على حمام سباحة وصالة طعام كبيرة وغرف عمل ومراكز خدمة وقاعات اجتماعات ومناطق ترفيه وتسلية وحجرات معيشة. يتوفر في المبنى ما يقرب من 20 غرفة نوم.  يقع المبنى المكون من ستة طوابق في شارع فوته نيازي في الساحات المركزية في دوشانبي. 
في السابق، كان هناك مجلس ضباط يحمل اسم المارشال كليمنت فوروشيلوف يقع في دوشانبي من عام 1930 إلى عام 2003، وكان خاضعًا لسيطرة القاعدة العسكرية الروسية رقم 201. 

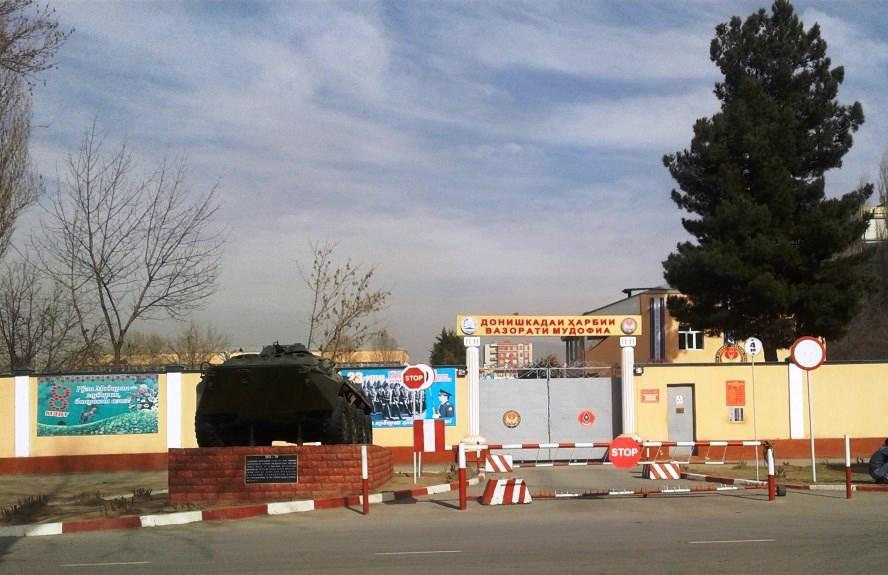
مدخل المعهد العسكري.

### النادي الرياضي المركزي للجيش
يعمل نادي الجيش الرياضي المركزي تحت رعاية وزارة الدفاع منذ عام 2003. يساهم رياضيو هذا النادي في تطوير الرياضة في القوات المسلحة بالإضافة إلى تعزيز أسلوب حياة صحي. منذ إنشائها، فازت بـ 570 ميدالية ذهبية و 371 فضية و 407 برونزية وإجمالي 1348 جائزة فخرية. 
يعد نادي سيسكا بامير دوشنبه تابعًا أيضًا لوزارة الدفاع.

### مجلس المرأة
منذ عام 1996، يعمل مجلس المرأة تحت إشراف وزارة الدفاع في جمهورية طاجيكستان. 

### الكيانات التعليمية
- المعهد العسكري التابع لوزارة الدفاع في طاجيكستان
- مدرسة ماستيبيك تاشموخاميدوف العسكرية التابعة لوزارة الدفاع في طاجيكستان

تعتبر هذه المؤسسات الأقدم من نوعها في القوات المسلحة الطاجيكية .

## الوحدات التابعة

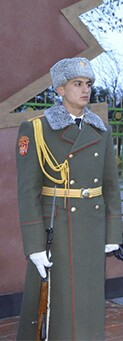
عضو في الفرقة يرتدي زيه الشتوي.

### القوات المتنقلة الطاجيكية
القوات المتنقلة الطاجيكية،والمعروفة أيضًا باسم القوات المتنقلة التابعة لوزارة الدفاع في طاجيكستان، تتكون من 20 ألف جندي مظلي من القوات المسلحة في طاجيكستان. القوات المتنقلة هي وحدة تابعة مباشرة لوزارة الدفاع وهي أيضًا فرع خدمي للقوات المسلحة الطاجيكية، على غرار القوات المحمولة جواً الروسية.تقع مقرها حاليًا في مطار دوشانبي الدولي في العاصمة.

### قائد الفوج
الفوج الآمر لوزارة الدفاع (بالطاجيكية: Полки комендантӣ вазорати мудофиаи) هي وحدة الأمن الرسمية التابعة للوزارة المسؤولة عن حماية المسؤولين الحكوميين. يقع مقرها في دوشانبي، وتوفر الأمن لمبنى الوزارة ومبنى البرلمان ومبنى كوهي ميلات.وهو المعادل الطاجيكي لمكتب قائد الكرملين في موسكو.وحدة حرس الشرف التابعة لوزارة الدفاع (بالطاجيكية: Ротаи Каровули Фахри вазорати мудофиаи) هي إحدى الوحدتين الاحتفاليتين التابعتين للقوات المسلحة لجمهورية طاجيكستان، والأخرى هي الوحدة الخاصة للحرس الوطني الرئاسي.الشركة هي وحدة تمثيلية بحتة تتكون من أعضاء فروع القوات المسلحة (على وجه التحديد الجيش الوطني الطاجيكي،القوات المتنقلة الطاجيكية،القوات الجوية الطاجيكية،الحرس الوطني الرئاسي ) وتعمل تحت قيادة فوج القائد. المدة الزمنية اللازمة للانضمام إلى الوحدة تتراوح من 3 إلى 6 أشهر. وتشمل مهامها حراسة المباني العامة المهمة في دوشانبي وتقديم التكريمات لكبار الشخصيات الأجنبية والمسؤولين الحكوميين في كوهي ميلات.شاركت الشركة في العديد من الاحتفالات والاستعراضات الدولية بما في ذلك العرض العسكري في ميدان السلام السماوي تكريما ليوم النصر على اليابان في عام 2015    والعرض العسكري في الساحة الحمراء في عام 2020 .

### فرق موسيقية عسكرية

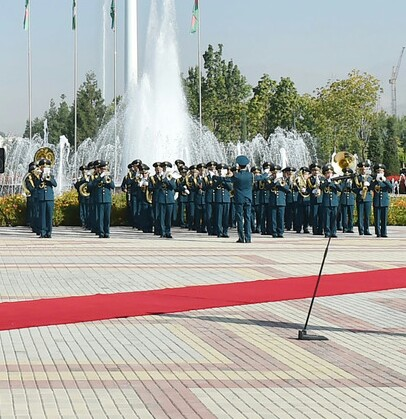
فرقة موسيقية في كوهي ميلات في عام 2014.

فرقة الموسيقى العسكرية التابعة لوزارة الدفاع هي الفرقة الموسيقية العسكرية الرئيسية والأقدم في القوات المسلحة. على الرغم من أنها جزء رسمي من الجيش الوطني الطاجيكي،إلا أن فرقة النحاس هي وحدة تابعة مباشرة لوزارة الدفاع.   تقدم الفرقة الدعم الموسيقي في احتفالات يوم النصر ويوم الاستقلال ويوم القوات المسلحة السنوية، والتي تقام في مايو وسبتمبر وفبراير على التوالي. 
وتعمل الفرق العسكرية التالية أيضًا تحت قيادة قادة وزارة الدفاع:
- فرقة حامية سوغد
- فرقة حامية خاتلون
- فرقة حامية بدخشان

يتم أيضًا الحفاظ على فرقة القوات الجوية الطاجيكية المكونة من 56 عضوًا ( оrkестни фабу-нафасии ). 

### وحدات عسكرية أخرى
- قسم البناء الأساسي
- كتيبة الحرس (الوحدة العسكرية 17651)
- كتيبة الدفاع الكيميائي (الوحدة العسكرية 15018)
- فرقة التزلج - تأسست في فبراير 2015 وتوظف 30 جنديًا. تعمل انطلاقًا من منطقة غورنو باداخشان المتمتعة بالحكم الذاتي.[29]
- الكتيبة الزراعية - تأسست في عام 2016، ويجب على الجنود الذين يتم استدعاؤهم لهذه الوحدة أن يتمتعوا بمهارات العمل مع الآلات الزراعية والحرث وتربية الحيوانات. على أراضي هذه الوحدة العسكرية يتم تنظيم نشاط المؤسسات المعنية بمعالجة المنتجات الزراعية، بما في ذلك منتجات اللحوم. [29]
- الوحدة الوطنية لإزالة الألغام لأغراض إنسانية (HDU) [30]

## أنظر أيضاً
- الحرس الوطني الرئاسي

## الروابط الخارجية
- الموقع الرسمي
- الجريدة الرسمية للوزارة